# Daniel Baldy
Daniel Baldy (ur. 25 września 1994 w Bingen am Rhein) – niemiecki polityk, od 2021 roku poseł do Bundestagu z ramienia partii SPD.